# Кречунешть (комуна)
Кречунешть, Кречунешті (рум. Crăciunești) — комуна у повіті Муреш в Румунії. До складу комуни входять такі села (дані про населення за 2002 рік):
- Будіу-Мік (442 особи)
- Корнешть (916 осіб)
- Кречунешть (2455 осіб) — адміністративний центр комуни
- Тіріміоара (162 особи)
- Чинта (373 особи)

Комуна розташована на відстані 255 км на північний захід від Бухареста, 7 км на південь від Тиргу-Муреша, 81 км на південний схід від Клуж-Напоки, 121 км на північний захід від Брашова.

## Населення
За даними перепису населення 2002 року у комуні проживали 4348 осіб.
Національний склад населення комуни:
| Національність | Кількість осіб | Відсоток |
| -------------- | -------------- | -------- |
| угорці         | 3169           | 72,9%    |
| цигани         | 1071           | 24,6%    |
| румуни         | 108            | 2,5%     |

Рідною мовою назвали:
| Мова      | Кількість осіб | Відсоток |
| --------- | -------------- | -------- |
| угорська  | 3066           | 70,5%    |
| циганська | 1206           | 27,7%    |
| румунська | 75             | 1,7%     |
| німецька  | 1              | < 0,1%   |

Склад населення комуни за віросповіданням:
| Релігія            | Кількість осіб | Відсоток |
| ------------------ | -------------- | -------- |
| реформати          | 2913           | 67,0%    |
| адвентисти         | 645            | 14,8%    |
| православні        | 166            | 3,8%     |
| не релігійні       | 147            | 3,4%     |
| римо-католики      | 111            | 2,6%     |
| п'ятдесятники      | 37             | 0,9%     |
| унітарії           | 23             | 0,5%     |
| греко-католики     | 20             | 0,5%     |
| баптисти           | 20             | 0,5%     |
| лютерани           | 2              | < 0,1%   |
| не вказали релігію | 78             | 1,8%     |